# Riccardo Zoidl
Riccardo Zoidl, né le 8 avril 1988 à Linz, est un coureur cycliste autrichien. 

## Biographie
Membre de l'équipe RC ARBÖ Wles Gourmefein à partir de 2008. Il devient professionnel en 2012, après avoir pris la deuxième place du championnat d'Autriche de cyclisme sur route l’année précédente. 
En 2012, la première saison durant laquelle il peut se consacrer pleinement au cyclisme, il est champion d'Autriche du contre-la-montre, et vainqueur d'étape du Tour de Haute-Autriche. Il remporte lors de la saison 2013 plusieurs courses par étapes dont le Circuit des Ardennes international, le Tour de Bretagne, le Tour de Haute-Autriche et le Tour d'Autriche.
Le 26 août 2013, Zoidl s'engage avec la formation Trek Factory Racing pour la saison 2014. Sélectionné ensuite championnats du monde de Florence, il est 30e du contre-la-montre puis abandonne la course en ligne à la suite d'une chute. Quelques jours plus tard, des examens médicaux montrent que Zoidl s'est fracturé le bassin à cette occasion.
Avec sa nouvelle formation, Zoidl termine en début de saison troisième du Tour méditerranéen. Sa saison est ensuite perturbée par une fracture de la clavicule droite survenue lors d'une chute durant les Strade Bianche. Il dispute ensuite le Tour d'Italie, son premier grand tour, puis conserve son titre de champion d'Autriche. 
En 2015, il est deuxième du championnat d'Autriche contre-la-montre, huitième du Tour de Californie et participe au Tour d'Espagne. Durant l'intersaison, il se fracture une clavicule en tombant durant un stage d'entrainement. L'année suivante, il dispute deux grands tours, le Giro et la Vuelta, et remporte l'étape-reine du Tour de Croatie et le Raiffeisen Grand Prix.
En 2017, il s'engage avec l'équipe continentale Felbermayr Simplon Wels dont il a été membre de 2008 à 2013.
Au mois d'août 2018, il remporte le classement général du Tour de République tchèque.

## Palmarès et classements

### Par année
- 2009
  - 3e de l'Eröffnungsrennen Leonding
- 2011
  - 1re (contre-la-montre par équipes) et 5e étapes du Sibiu Cycling Tour
  - Tobago Cycling Classic
  - 2e du championnat d'Autriche sur route
- 2012
  -  Champion d'Autriche du contre-la-montre
  - Eröffnungsrennen Leonding
  - Brno-Velká Bíteš-Brno
  - Vienne-Laßnitzhöhe
  - 3e étape du Tour de Haute-Autriche
  - Rad-Bundesliga
  - 2e du Grand Prix Vorarlberg
  - 3e du Kirschblütenrennen
  - 3e de Banja Luka-Belgrade II
  - 3e du championnat d'Autriche sur route amateurs
  - 3e du Tour de Haute-Autriche
- 2013
  - UCI Europe Tour
  -  Champion d'Autriche sur route
  -  Champion d'Autriche de la montagne
  - Eröffnungsrennen Leonding
  - Circuit des Ardennes international :
    - Classement général
    - 2e étape

  - Kirschblütenrennen
  - Tour de Bretagne :
    - Classement général
    - 2e étape

  - Raiffeisen Grand Prix
  - Tour de Haute-Autriche :
    - Classement général
    - 2e et 3e étapes

  - Classement général du Tour d'Autriche
  - Zagreb-Ljubljana
  - Rad-Bundesliga
  - 2e du Poreč Trophy
- 2014
  -  Champion d'Autriche sur route
  - 3e du Tour méditerranéen
- 2015
  - 2e du championnat d'Autriche du contre-la-montre
- 2016
  - 4e étape du Tour de Croatie
  - Raiffeisen Grand Prix
  - 3e du championnat d'Autriche du contre-la-montre
- 2017
  - Eröffnungsrennen Leonding
  - 4e étape du Circuit des Ardennes international
  - 3e étape de la Flèche du Sud
  - 2e du Kirschblütenrennen
  - 2e de la Flèche du Sud
  - 2e du Tour de Haute-Autriche
- 2018
  -  Champion d'Autriche de la montagne
  - Tour du Burgenland
  - Tour de Savoie Mont-Blanc
  - Czech Cycling Tour :
    - Classement général
    - 2e étape

  - Rad-Bundesliga
  - 2e du Tour de Haute-Autriche
  - 2e du Raiffeisen Grand Prix
  - 3e de l'Eröffnungsrennen Leonding
- 2020
  - 3e étape du Tour d'Antalya
  - Mühlviertler Hügelwelt Classic
- 2021
  -  Champion d'Autriche de la montagne
  - Mühlviertler Hügelwelt Classic
  - 2e du Tour de Haute-Autriche
- 2023
  - 2e de l'Eröffnungsrennen Leonding
- 2024
  - Tour de Grèce : 
    - Classement général
    - 4e étape

  - Tour of Malopolska : 
    - Classement général
    - 3e étape

  - 2e du Tour de Haute-Autriche
  - 3e du Grand Prix Slovenian Istria
- 2025
  - Eröffnungsrennen Leonding

### Résultats sur les grands tours

#### Tour d'Italie
2 participations
- 2014 : 40e
- 2016 : 39e

#### Tour d'Espagne
2 participations
- 2015 : 54e
- 2016 : 58e

### Classements mondiaux
| Année                                 | 2010  | 2011 | 2012 | 2013 | 2014 | 2015 | 2016 | 2017 | 2018 | 2019 | 2020  | 2021 | 2022 | 2023  | 2024 |
| ------------------------------------- | ----- | ---- | ---- | ---- | ---- | ---- | ---- | ---- | ---- | ---- | ----- | ---- | ---- | ----- | ---- |
| Classement mondial                    |       |      |      |      |      |      | 668e | 383e | 190e | 686e | 1060e | 427e | 681e | 1256e | 266e |
| UCI Europe Tour                       | 1064e | 301e | 206e | 1er  |      |      | 670e | 195e | 69e  | 506e | 824e  | 353e | 526e | nc    | nc   |
| UCI America Tour                      | nc    | nc   | 70e  | nc   |      |      | 433e | nc   | nc   |      |       |      |      |       |      |
|                                       |       |      |      |      |      |      |      |      |      |      |       |      |      |       |      |
| Légende : nc = non classéSource : UCI |       |      |      |      |      |      |      |      |      |      |       |      |      |       |      |

## Distinction
- Cycliste autrichien de l'année : 2013